# William E. Crow
William E. Crow (German Township, 1870. március 10. – Uniontown, 1922. augusztus 2.) az Amerikai Egyesült Államok szenátora (Pennsylvania, 1921–1922).